# Estación de Maltrata
Maltrata fue una estación de trenes que se encuentra en Maltrata, Veracruz.

## Historia
La estación perteneció a la línea del antiguo Ferrocarril Mexicano. La primera concesión para la construcción de esta línea fue otorgada en 1837, dicha concesión fue cancelada pero posteriormente, en medio de conflictos bélicos internos y externos la línea fue concluida y puesta en servicio el 1 de enero de 1873, aunque varios de sus tramos ya habían sido puestos en servicio con anterioridad.